# Grande opera
La grande opera è un genere operistico musicale italiano che deriva direttamente dal Grand opéra francese ma con alcune importanti differenze, fra le quali il numero degli atti: 4 anziché 5.
Nella storia dell'opera italiana l'affermazione di questo genere, a partire dagli anni '70 dell'Ottocento, segnò la svolta verso una concezione teatrale più spettacolare, nella quale la scenografia e la coreografia acquistare un ruolo di primo piano.
Gli antecedenti storici affondano, oltre che nei lavori dei maestri francesi, in alcune opere francesi di compositori italiani, in seguito tradotte e adattate al gusto italiano, come La favorita di Donizetti e il Don Carlo di Verdi, la cui versione italiana comportò appunto la riduzione degli atti da 5 a 4 mediante il taglio dell'atto iniziale.
Le opere più rappresentative, composte in lingua italiana, si collocano nell'ottavo e nono decennio del secolo. La più famosa è l'Aida di Verdi (1871), che non presenta tuttavia l'impianto monumentale tipico del genere, che ritroviamo invece nelle opere di Amilcare Ponchielli (I Lituani, La Gioconda e soprattutto Il figliuol prodigo), Carlos Gomes (Il Guarany) e Alberto Franchetti (Asrael, Cristoforo Colombo).
Nonostante l'assenza delle danze (in origine previste), anche la seconda opera di Puccini, Edgar, rientra nei confini di questo genere.